# NGC 7452
NGC 7452 је лентикуларна галаксија у сазвежђу Рибе која се налази на NGC листи објеката дубоког неба.
Деклинација објекта је + 6° 44' 45" а ректасцензија 23h 0m 47,5s. Привидна величина (магнитуда) објекта NGC 7452 износи 15,5 а фотографска магнитуда 16,5.